# UFC 225
UFC 225: Whittaker vs. Romero 2 fue un evento de artes marciales mixtas celebrado por Ultimate Fighting Championship el 9 de junio de 2018 en el United Center en Chicago, Illinois, Estados Unidos.

## Historia
El evento estelar contó con el combate entre el campeón de peso medio de UFC Robert Whittaker y el medallista de plata olímpico en el 2000 y excampeón mundial de lucha libre Yoel Romero. El primer combate entre ambos tuvo lugar en julio de 2017 en UFC 213 con Whittaker ganando el título interino vacante por decisión unánime.
Sin embargo, en el pesaje, Romero tuvo un peso inicial de 186 libras, 1 libra por encima del límite de peso medio para una pelea por el título. A Romero le dieron tiempo adicional para hacer el peso, pero pesó 185.2 lbs. Por lo tanto, la pelea continuó sin el título en juego. Fue multado con el 30% de su bolsa y el premio a la Pelea de la Noche de Romero, ambos serán para Whittaker.
El evento coestelar contó con un combate por el campeonato interino de peso wélter de UFC entre Rafael dos Anjos y Colby Covington.
En el evento también se vio el segundo combate en las MMA de CM Punk contra Mike Jackson y el combate de los pesos pesados Andrei Arlovski y Tai Tuivasa.

## Resultados
1. ↑  Sin título en juego, Romero pesó 185.2 libras.
2. ↑  Por el campeonato interino de peso wélter de UFC.

## Premios extra
Cada peleador recibió un bono de $50,000.
- Pelea de la Noche ($100,000): Robert Whittaker[8]
- Actuación de la Noche: Charles Oliveira y Curtis Blaydes